# Fécamp
Fécamp là một xã trong vùng hành chính Normandie, thuộc tỉnh Seine-Maritime, quận Le Havre, tổng Fécamp. Tọa độ địa lý của xã là 49° 45' vĩ độ bắc, 00° 22' kinh độ đông. Fécamp nằm trên độ cao trung bình là 14 mét trên mực nước biển, có điểm thấp nhất là 0 mét và điểm cao nhất là 125 mét. Xã có diện tích 15,07 km², dân số vào thời điểm 1999 là 21.027 người; mật độ dân số là 1395 người/km².

## Thông tin nhân khẩu
| 1962   | 1968   | 1975   | 1982   | 1990   | 1999   |
| ------ | ------ | ------ | ------ | ------ | ------ |
| 19 491 | 21 406 | 21 910 | 21 436 | 20 808 | 21 027 |

## Các thành phố kết nghĩa
- Rheinfelden (Baden), Đức,

## Nhân vật nổi tiếng
- David Belle diễn viên
- Guy de Maupassant nhà văn